# Damithrax spinosissimus
Damithrax spinosissimus is een krabbensoort uit de familie van de Mithracidae. De wetenschappelijke naam van de soort is voor het eerst geldig gepubliceerd in 1818 door Lamarck als Maia spinosissimus.